# Edsel Ford II
Edsel Bryant Ford II, né le 27 décembre 1948, est l'arrière petit-fils de Henry Ford et le fils de Henry Ford II. Il est actuellement membre du conseil d'administration de Ford Motor Company et est un cousin de son président exécutif, William Clay Ford, Jr,.

## Jeunesse
Il a obtenu son baccalauréat en administration des affaires au Babson College, et a complété le Program for Management Development au Harvard Business School en 1981.

## Carrière
En tant que membre du conseil d'administration de Ford, Edsel est actif dans les affaires de l'entreprise et relations avec les concessionnaires de l'entreprise. Il a été nommé président et chef de l'exploitation de Ford Motor Credit Company en 1991, et élu vice-président de Ford en 1993. Edsel est très actif dans les organisations philanthropiques et de bienfaisance dans le sud-est du Michigan. Edsel a continué l'héritage de l'aviation de sa famille par sa passion pour l'aviation quand il a acheté Pentastar Aviation en 2001.

## Vie personnelle
Ford est marié à Cynthia Layne Neskow et ils ont quatre fils. Le fils aîné, Henry Ford III, travaille pour Ford Motor Company. Le deuxième, Calvin, vit à Denver au Colorado et travaille aussi pour Ford. Le troisième, Stewart S. Ford, travaille actuellement pour un marché automobile en ligne à San Francisco, en Californie. Le plus jeune fils, Albert, a assisté à la Deerfield Academy dans Deerfield, au Massachusetts et il est maintenant à l'Université de Georgetown. La famille vit dans Grosse Pointe Farms, Michigan.
Il est actuellement le directeur honoraire du conseil d'administration au Henry Ford Community College à Dearborn, au Michigan. Il siège également au conseil d'administration de La Fondation Skillman.